# Adelmo Prenna
Adelmo Prenna detto Memo (Roma, 27 maggio 1930 – Catania, 14 dicembre 2008) è stato un allenatore di calcio e calciatore italiano, di ruolo centrocampista.

## Biografia
I primi anni della sua vita li trascorse a Roma, sua città natale, per poi spostarsi ad Aci Castello, un comune della provincia di Catania, dove visse gli ultimi anni.

## Caratteristiche tecniche
Era una mezzala sinistra.

## Carriera

### Calciatore
Esordì nell'Alba Trastevere. Successivamente passa al Pisa dove gioca una parte di stagione, il resto la gioca con il Terracina prima di passare l'anno successivo in rossonero con il Colleferro (in prestito dalla Roma), dove rimane per due stagioni vincendo uno Scudetto Dilettanti e la promozione in Serie C.
Con la Roma gioca una sola stagione in Serie A segnando il gol del pareggio in Roma-Juventus 1-1 del 30 ottobre 1955, alla SPAL (34 presenze e 6 reti, di cui uno in Spal-Inter 2-0 del 15 settembre 1957) e al Catania, di cui è il quarto miglior marcatore di tutti i tempi (dopo Giuseppe Mascara, Francesco Lodi e Gionatha Spinesi) con i suoi 29 centri in Serie A e 18 in Serie B.
A Catania ritrovò gli ex spallini Benito Boldi e Guido Macor e proprio con quest'ultimo formò una prolifica coppia d'attacco, che lo portò al quindicesimo posto in classifica nella stagione 1960-1961 con 11 reti (campionato in cui siglò reti alla sua ex squadra in Catania-Roma 1-1 del 4 dicembre 1960, in Catania-Milan 4-3 del 5 febbraio 1961 ed in Catania-Juventus 1-2 del 26 febbraio 1961), 7 reti nella stagione 1961-1962 (dove segnò in Inter - Catania 1-1 del 10 dicembre 1961), 8 in quella successiva e 3 nella sua ultima stagione con i siciliani, dove segnò il gol del momentaneo pareggio in Milan - Catania 3-1 del 23 ottobre 1963. Nel 1964 passò al Napoli in Serie B, poi alla Massiminiana e alla Leonzio, di cui fu allenatore-giocatore della squadra. Come allenatore fu secondo di Gigi Valsecchi a Catania, poi fu anche primo allenatore. Aveva un tiro potente ed era particolarmente forte nel contrasto e nel liberarsi in area di rigore. Ha il record di rigori segnati in Serie A con il Catania e di miglior marcatore in una stagione in A, 11 gol nella stagione 1960-1961. 
Il record di Prenna come miglior marcatore in una stagione in A, è stato battuto dall'attaccante argentino Gonzalo Bergessio: grazie alla tripletta inflitta al Siena tra le mura del Massimino nell'ultima partita casalinga della stagione 2012/2013, giunge a quota 12 gol nel massimo campionato. Il migliore marcatore del Catania in una sola stagione, in Serie A, è stato Gionatha Spinesi con 17 reti.

### Allenatore
La carriera di allenatore di Prenna si svolse tra diverse squadre dilettanti in Sicilia, con la vittoria del campionato di 1ª Categoria con la Leonzio nella stagione 1968-69 e la vittoria del campionato di Promozione col Paternò nella stagione 1977-78, e la vittoria del campionato di Promozione col Mascalucia nella stagione 1980-81.
Nel 1975-1976 ha allenato il Caltagirone in Serie D, ma si è dimesso il 13 gennaio 1976, sostituito da Carlo Ripari. Dimessosi dopo quattro anni dalla guida tecnica del Mascalucia all'inizio della stagione 1981-82, tornò ad allenare a Paternò nella stagione medesima e in quella successiva nell'Interregionale.
Nel 1983-'84 e nel 1984-'85 allena la squadra di Giardini Naxos, in Promozione.

## Statistiche

### Presenze e reti nei club
| Stagione            | Squadra             | Campionato          | Campionato | Campionato | Coppe nazionali | Coppe nazionali | Coppe nazionali | Coppe continentali | Coppe continentali | Coppe continentali | Altre coppe | Altre coppe | Altre coppe | Totale | Totale |
| Stagione            | Squadra             | Comp                | Pres       | Reti       | Comp            | Pres            | Reti            | Comp               | Pres               | Reti               | Comp        | Pres        | Reti        | Pres   | Reti   |
| ------------------- | ------------------- | ------------------- | ---------- | ---------- | --------------- | --------------- | --------------- | ------------------ | ------------------ | ------------------ | ----------- | ----------- | ----------- | ------ | ------ |
| 1952-1953           | Pisa                | C                   | 18         | 4          | -               | -               | -               | -                  | -                  | -                  | -           | -           | -           | 18     | 4      |
| 1953-1954           | Colleferro          | IV                  | 27+8       | 13+1       | -               | -               | -               | -                  | -                  | -                  | -           | -           | -           | 35     | 14     |
| 1954-1955           | Colleferro          | IV                  | 25+5       | 15+5       | -               | -               | -               | -                  | -                  | -                  | -           | -           | -           | 30     | 20     |
| Totale Colleferro   | Totale Colleferro   | Totale Colleferro   | 52+13      | 28+6       | -               | -               | -               | -                  | -                  | -                  | -           | -           | -           | 65     | 34     |
| 1955-1956           | Roma                | A                   | 13         | 6          | -               | -               | -               | -                  | -                  | -                  | -           | -           | -           | 13     | 6      |
| 1956-1957           | SPAL                | A                   | 14         | 3          | -               | -               | -               | -                  | -                  | -                  | -           | -           | -           | 14     | 3      |
| 1957-1958           | SPAL                | A                   | 20         | 3          | -               | -               | -               | -                  | -                  | -                  | -           | -           | -           | 20     | 3      |
| Totale SPAL         | Totale SPAL         | Totale SPAL         | 34         | 6          | -               | -               | -               | -                  | -                  | -                  | -           | -           | -           | 34     | 6      |
| 1958-1959           | Catania             | B                   | 26         | 7          | -               | -               | -               | -                  | -                  | -                  | -           | -           | -           | ?      | ?      |
| 1959-1960           | Catania             | B                   | 33         | 11         | -               | -               | -               | -                  | -                  | -                  | -           | -           | -           | ?      | ?      |
| 1960-1961           | Catania             | A                   | 31         | 11         | -               | -               | -               | -                  | -                  | -                  | -           | -           | -           | 31     | 11     |
| 1961-1962           | Catania             | A                   | 27         | 7          | -               | -               | -               | -                  | -                  | -                  | -           | -           | -           | 27     | 7      |
| 1962-1963           | Catania             | A                   | 25         | 8          | -               | -               | -               | -                  | -                  | -                  | -           | -           | -           | 25     | 8      |
| 1963-1964           | Catania             | A                   | 4          | 3          | -               | -               | -               | -                  | -                  | -                  | -           | -           | -           | 4      | 3      |
| Totale Catania      | Totale Catania      | Totale Catania      | 87+?       | 22+?       | -               | -               | -               | -                  | -                  | -                  | -           | -           | -           | 87+?   | 22+?   |
| 1963-1964           | Napoli              | B                   | 8          | 2          | -               | -               | -               | -                  | -                  | -                  | -           | -           | -           | 8      | 2      |
| 1964-1965           | Massiminiana        | D                   | 16         | 2          | -               | -               | -               | -                  | -                  | -                  | -           | -           | -           | 16     | 2      |
| 1965-1966           | Massiminiana        | D                   | 31         | 9          | -               | -               | -               | -                  | -                  | -                  | -           | -           | -           | 31     | 9      |
| 1966-1967           | Massiminiana        | C                   | 14         | 4          | -               | -               | -               | -                  | -                  | -                  | -           | -           | -           | 14     | 4      |
| 1967-1968           | Leonzio             | 1C                  | ?          | ?          | -               | -               | -               | -                  | -                  | -                  | -           | -           | -           | ?      | ?      |
| 1968-1969           | Leonzio             | 1C                  | ?          | ?          | -               | -               | -               | -                  | -                  | -                  | -           | -           | -           | ?      | ?      |
| Totale Leonzio      | Totale Leonzio      | Totale Leonzio      | ?          | ?          | -               | -               | -               | -                  | -                  | -                  | -           | -           | -           | ?      | ?      |
| 1969-1970           | Massiminiana        | C                   | 3          | 0          | -               | -               | -               | -                  | -                  | -                  | -           | -           | -           | 3      | 0      |
| Totale Massiminiana | Totale Massiminiana | Totale Massiminiana | 64         | 15         | -               | -               | -               | -                  | -                  | -                  | -           | -           | -           | 64     | 15     |
| Totale carriera     | Totale carriera     | Totale carriera     | 282+       | 84+        | -               | -               | -               | -                  | -                  | -                  | -           | -           | -           | 282+   | 84+    |

## Palmarès

### Giocatore

#### Club

##### Competizioni nazionali
- IV Serie: 1

Colleferro: 1953-1954
- Scudetto Dilettanti: 1

Colleferro: 1954-1955
- Campionato italiano Serie D: 1

Massimiana: 1965-1966

##### Competizioni regionali
- Prima Categoria: 1

Leonzio: 1968-1969

### Allenatore

#### Club

##### Competizioni regionali
- Promozione: 1

Paternò: Promozione 1977-1978
- Prima Categoria: 1

Leonzio: 1968-1969